# Rounding Up the Counterfeiters
Rounding Up the Counterfeiters è un cortometraggio muto del 1913 prodotto dalla Kalem e diretto da Kenean Buel.

## Produzione
Il film fu prodotto dalla Kalem Company.

## Distribuzione
Distribuito dalla General Film Company, il film - un cortometraggio di una bobina - uscì nelle sale cinematografiche USA il 12 luglio 1913.